# Штрейкбрехер

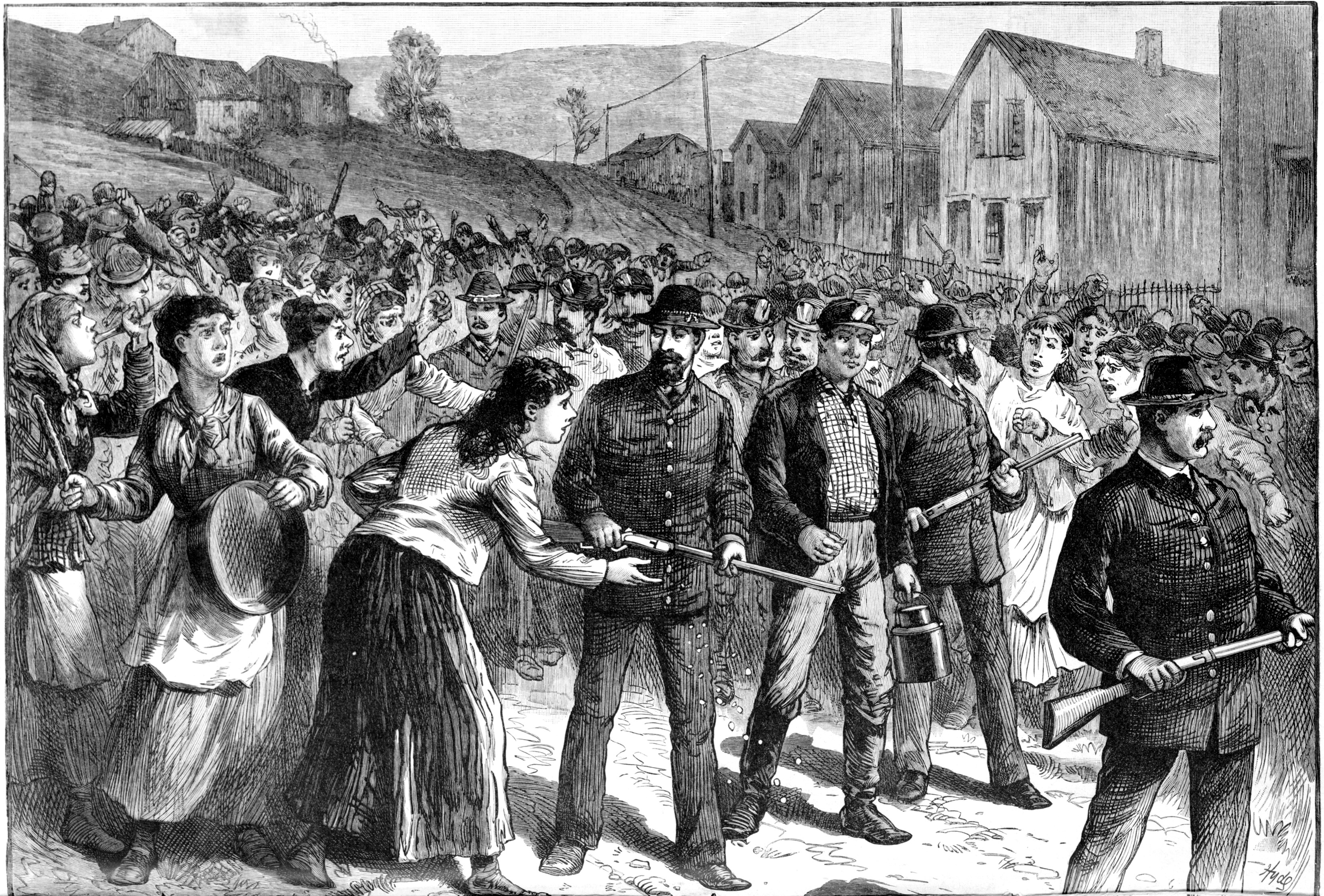
Агенты Пинкертона сопровождают возвращающихся с работы штрейкбрехеров, те носят специальные отличительные знаки на головных уборах, Бучтел, Огайо, 1884 год

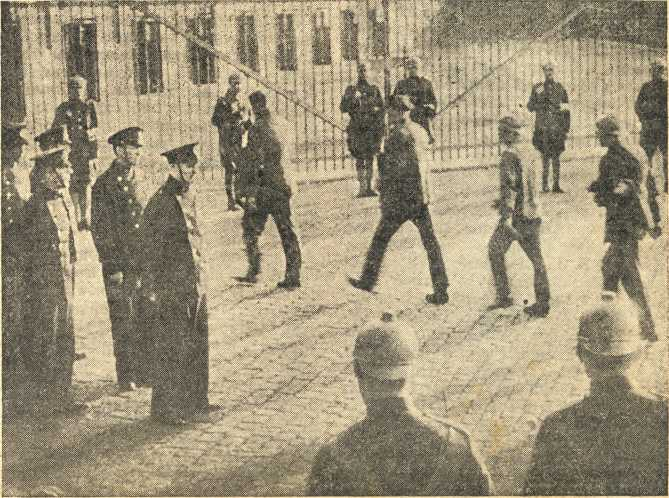
«Штрейкбрехеры идут на работу» — кадр из фильма «Дезертир» (1933). Реж. Вс. Пудовкин

Штрейкбре́хер (нем. Streikbrecher — дословно — «нарушитель стачки», от brechen — ломать, прерывать, нарушать и Streik — забастовка) — лицо, как правило, нанимаемое на стороне во время забастовки, отказывающееся участвовать в забастовке и поддерживать забастовщиков, занимающее сторону администрации в её споре с бастующими и поддерживающее её своим выходом на работу в период забастовки.
В переносном смысле имеет значение изменник, предатель общих интересов.
Экономической основой штрейкбрехерства является безработица. Во многих государствах и странах существуют организации, позволяющие заменить постоянных работников временными (см. Лизинг персонала).
В англоязычных странах штрейкбрехеров традиционно оскорбительно называют «скэб» (англ. scab — буквально «парша»).